# Brassoepilaelia
× Brassoepilaelia, (abreviado Bpl) en el comercio, es un híbrido intergenérico entre los géneros de orquídeas Brassavola × Epidendrum × Laelia. Fue publicado en Orchid Rev. 86(1021) cppo: 8 (1978).